# George Williams (CVJM)

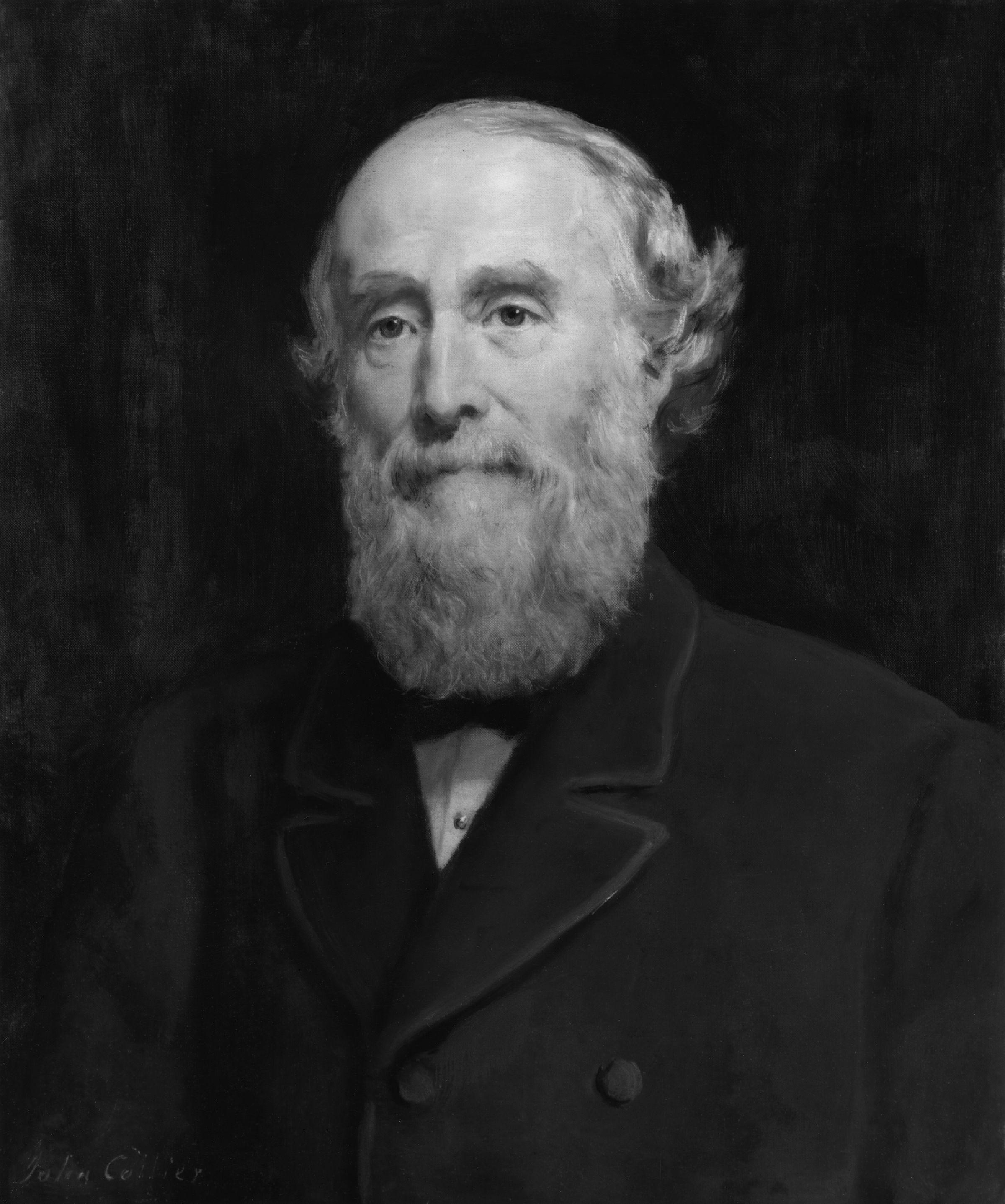
George Williams

Sir George Williams (* 11. Oktober 1821 in Dulverton, Somerset, England; † 6. November 1905 in London, England) ist der Gründer des CVJM im Jahre 1844 in London.

## Frühe Jahre
George Williams kam als jüngstes von acht Kindern zur Welt. Seine Mutter hieß als Ledige Ann Betty. Sein Vater Amos Williams war Bauer. Dieser bewirtschaftete die am Rande eines riesigen Hochmoors gelegenen Ashway Farm, etwa sechs Meilen vom Dorfkern Dulverton entfernt, seit ungefähr 1809. George Williams besuchte bis zum 13. Lebensjahr die Gloyn's Grammar School in Tiverton, für ihn eine Zeit der Entbehrung und des Leidens. Zu jener Zeit waren basierend auf den Angaben der Heiratsregister rund ein Drittel der Bevölkerung Analphabeten und die Qualität der Schulen war meistens sehr bescheiden.:19f.
1835 erlebte George Williams in der kongregationalistischen Gemeinde in Bridgwater eine Bekehrung zu Jesus Christus. Im Winter 1837 machten die Worte des dort predigenden Evangelisten Evan James aus Wales einen tiefen Eindruck auf George: Gebt Eure Herzen Gott, solange ihr noch jung seid. Am 4. Februar 1838 wurde er von dieser Gemeinde als Mitglied aufgenommen.:24

## Arbeitsjahre
George Williams wird als klein, zierlich, schmal, unruhig und zartbesaitet beschrieben. Nachdem er und seine Familie zur tiefsitzenden Erkenntnis gelangt waren, dass George nicht zum Bauer berufen sei, machte er eine Lehre als Tuchhändler, wo er mit 27 anderen Angestellten arbeitete und lebte. Seiner Umgebung fiel sein umgängliches Wesen und seine praktische Intelligenz in Verbundenheit mit großer Intuition auf.:22f.
Im Oktober 1841 trat er als Handlungsgehilfe in die Handelsfirma Hitchcock & Rogers in der City of London ein, wo damals noch etwa 130.000 Menschen wohnten. London war die größte und wichtigste Handelsstadt der Welt. Mit etwa 140 Kollegen wohnte er auf engstem Raum in einem der oberen Stockwerke des Handelshauses in der St Paul’s Churchyard nahe bei der St Paul’s Cathedral. George arbeitete an sechs Tagen pro Woche jeweils 13 Stunden.:34f.
George Williams ging in den Gottesdienst von Thomas Binney in die The Old King's Weigh House Chapel. Binney war früher Drucker und Buchhändler und mittlerweile der wohl bekannteste Londoner Prediger vor der Zeit von Charles Haddon Spurgeon. Seine Kirche wies 1.500 Sitzplätze auf. George wurde im Januar 1843 Sekretär der dortigen Sonntagsschule.:41f.
Der christliche Einfluss bei Hitchcock & Rogers wurde ab 1842 größer. Als Folge wurde die Arbeitszeit ab 1. November 1843 auf sieben Stunden pro Tag gekürzt. Dieses Ereignis hallte in der ganzen Branche wider. Viele Angestellte gehörten der Bewegung für den frühen Ladenschluss (Early Closing Movement) an, wozu auch George Williams gehörte. Er hatte auch bei der Bildung einer entsprechenden landesweiten Vereinigung einen Einfluss. Das Ende der siebenjährigen, harten Wirtschaftskrise in England hob den Mut für neue Wege. The Times berichtete am 10. Oktober 1844 über die Verbesserungen in der Firma. Die jungen Angestellten seien als Folge der Arbeitszeit-Verkürzung fleißig, freundlich und heiter geworden. Der Firmenchef George Hitchcock wollte nicht, dass die Angestellten auf Kosten des Gottesdienst-Besuchs am Sonntag spazieren gingen und gab ihnen daher den Samstagnachmittag frei. Zudem führte er am 13. August 1843 eine tägliche, morgens um sieben Uhr stattfindende Firmen-Gebetsandacht ein. Hitchcock zahlte 1857 400 Pfund in die Kasse der Ladenschluss-Bewegung, um sie vor der Pleite zu retten.:50f.

## CVJM
Am 6. Juni 1844 trafen sich sieben bis elf Kollegen (die Erinnerungen der Gründer sind unterschiedlich) von George mit ihm auf seinem Zimmer Nr. 14. Sie wollten nicht die geistlichen Versammlungen, die im Hause von Hitchcock stattfanden, diskutieren, sondern eine Vereinigung für junge Christen gründen. Als Folge fanden verschiedene Sitzungen für dieses Ziel statt. An der 5. Sitzung am 4. Juli 1844 wurde über den Namen diskutiert. U.a. wurde Beröa-Vereinigung vorgeschlagen. Der definitive Name wurde erst etwas später beschlossen.

„In Nr. 14 fand eine Zusammenkunft statt um eine Gesellschaft zu gründen mit dem Ziel die bekehrten Männer in den verschiedenen Tuchhandelsgeschäften der Metropole wachzumachen im Sinne ihrer Verpflichtung und Verantwortung als Christen damit sie unter denen die um sie herum sind religiöses Wissen ausbreiten entweder durch Gebetsgemeinschaften oder andere Mittel die sie für geeignet halten ...“

Am gleichen 6. Juni 1844 hatte das Parlament ein neues Arbeitszeitgesetz beschlossen. Die maximal erlaubte Arbeitszeit betrug fortan zwölf Stunden pro Tag, obwohl der Antragsteller Lord Ashley maximal zehn Stunden verlangt hatte. Seinem Anliegen wurde erst mit Wirkung ab dem 1. Mai 1848 Folge geleistet. Ashley wurde am 28. Februar 1846 Vorsitzender des CVJM und blieb es über 35 Jahre.:66, 78
Im Dezember 1845 wurde die erste Hauptversammlung des CVJM im Sergeant's Inn von 161 Männern besucht, die zweite am 6. März 1845 in Radley's Hotel von 300 Leuten, davon 160 Mitgliedern. 1869 sprach an der Hauptversammlung Charles Haddon Spurgeon.:71, 92

## Hitchcock und Williams
George Williams heiratete am 9. Juni 1853 Helen Hitchcock, die elf Jahre jünger war als er und Tochter von seinem Chef. Dieser akzeptierte seinen Schwiegersohn und machte ihn vor der Heirat zum Teilhaber. Die Firma hieß nun George Hitchcock, Williams & Co. Aufgrund der Volkszählung vom 8. April 1861 ist bekannt, dass George Williams an der Nr. 30 im Woburn Square wohnte, zusammen mit seiner Frau und seinen vier Söhnen Frederick (geb. 1855), Howard, Charles und Percy. Dazu gehörten auch einige ledige Dienstmädchen, die im gleichen Hause wohnten. 1883 wurden die Söhne Frederick und Howard zu Teilhabern der Firma.:87f., 117
George Williams, der politisch zu den Tories gehörte, wechselte in die erweckte anglikanische Kirche am Portman Square am Rand des Hyde Park. George Williams wollte seine Erinnerungen nicht aufschreiben, wie Biograph Siegfried Fischer festhält. Die Kinder von George Williams witzelten, er suche sich die Ferienorte nach den weißen Flecken auf der CVJM-Landkarte aus.:87f.
George Hitchcock verstarb erst 58 Jahre alt am 22. September 1863. Als Folge davon übernahm George das Amt des CVJM-Schatzmeisters anstelle von Hitchcock. Bei der Gründung des CVJM-Weltbundes in Paris 1855 wurde George Williams zum Konferenz-Präsidenten gewählt. Er hielt sich aber zurück und war einer unter vielen. 1882 wurde George Präsident des englischen CVJM-Nationalverbandes und 1886 zum Präsidenten des CVJM London.:88, 114f.

## Spätes Leben
1884 fand in London die 50-Jahr-Feier des CVJM mit 1972 Teilnehmern aus aller Welt statt. Diese Konferenz mit Eröffnung in der Westminster Abbey und einem Dankgottesdienst in der St Paul’s Cathedral ehrte George Williams. Im Mai 1894 wurde er zum Ehrenbürger von London. Am 18. Juli 1894 wurde er durch Königin Victoria zum Ritter geschlagen. George war in 33 Vereinigungen in irgendeiner Art aktiv. 1905 ließ er es sich nicht nehmen, an die CVJM-Konferenz in Paris zu gehen::116f., 128f.

„Junge Männer von Frankreich ... eines möchte ich Euch gerne sagen: falls Ihr ein glückliches, sinnvolles und reiches Leben haben wollt, dann gebt Eure Herzen Gott, solange Ihr noch jung seid. Mein letztes Vermächtnis - und das ist ein wertvolles - ist der Christliche Verein Junger Männer. Den überlasse ich Euch, Ihr lieben jungen Männer aus so vielen Ländern, zum Weitermachen und zur Ausbreitung. Ich hoffe, Ihr werdet bei dieser Arbeit ebenso glücklich sein wie ich es war und noch erfolgreicher. Und das bedeutet Segen für die eigenen Seelen und für die große Masse der anderen.“

Wegen seiner Verdienste wurde George Williams 1905 in der Krypta der St Paul’s Cathedral beigesetzt. Für die Trauerfeier wurden 2.600 Eintrittskarten gedruckt. Der Trauerzug endete erst nach fast zwei Stunden und umfasste 200 Kutschen.:131f.